# Eric Gillner
Eric Gustaf Teodor Gillner, född 4 december 1897 i Jönköpings västra församling i Jönköpings län, död 23 december 1993 i Täby församling i Stockholms län, var en svensk militär.

## Biografi
Gillner avlade officersexamen vid Krigsskolan 1918 och utnämndes samma år till fänrik vid Bodens artilleriregemente, där han 1921 befordrades till löjtnant. Han gick Allmänna artillerikursen vid Artilleri- och ingenjörhögskolan (AIHS) 1920–1921 och Högre artillerikursen där 1924–1926 samt tjänstgjorde i ett franskt tungt artilleriregemente 1929. Han tjänstgjorde vid Artilleristaben 1931–1937, befordrades till kapten 1932 och studerade vid École d’application d’artillerie i Fontainebleau 1932–1933. Under de kommande åren studerade han pansartrupper i flera länder, varmed han snart kom in på det område där han kom att bli en av de främsta kunnarna i Sverige: arméns motorisering. Hans auktoritet inom området gjorde att han 1935 fick uppdrag som sakkunnig vid Nationernas Förbund i Genève. Han medverkade också i 1937 års stridsvagnskommitté och medverkade på det sättet till att åtminstone den ena av de två stridsvagnsbataljonerna var försedd med fordon när andra världskriget utbröt 1939.
Gillner tjänstgjorde 1936–1954 vid Arméförvaltningen: som chef för Konstruktionsavdelningen i Artilleridepartementet 1936–1937, som chef för Industribyrån i Tygdepartementet 1939–1940 och som chef för Fordonsbyrån i Tygavdelningen 1940–1954. När Gillner blev chef för Fordonsbyrån ”pågick utredningarna till det som skulle bli 1942 års försvarsordning och som skulle konfirmera de första krigsårens provisorier men samtidigt dra upp riktlinjerna för efterkrigstidens krigsmakt. Det beslöts att inrätta pansarbrigader, och Arméförvaltningen blev involverad i arbetet med att utveckla och anskaffa ett stort antal stridsfordon. Gillner var nu ledande i arbetet och kom alltmer att framstå som den främste bedömaren av stridsvagnskonstruktioner.” Han befordrades till kapten 1932, till major 1939, till överstelöjtnant 1941 och till överste 1945. Åren 1939–1941 var han lärare i krigskonst (strategi) vid AIHS. Han var också ledamot av 1942 års ingenjörsutredning.
Åren 1954–1962 tjänstgjorde Gillner vid Armétygförvaltningen: som chef för Fordonsavdelningen 1954–1960 och med särskilt uppdrag 1960–1962. När han blev chef för Fordonsavdelningen ”pågick utredning inför en omfattande stridsvagnsbeställning, som skulle ligga till grund för kommande decenniers behov. Mot arméledningens starka rekommendationer beslöts om anskaffning av den brittiska Centurion i ställer [sic] för den franska AMX. Affären gjorde ett djupt intryck på tygofficeren och teknikern Eric Gillner, som decennier efter sin pensionering inte kunde acceptera tanken på att det kunde ha varit politiska och inte tekniska hänsyn som fällde avgörandet den gången.” Han inträdde som generalmajor i reserven 1962. ”Med sakkunskap och skicklighet som kännetecken och därtill elegant i sin framtoning, hade Gillner vid sin avgång under tre decennier verkat för anskaffning av ett 20-tal olika stridsfordonstyper.” Han var anställd i industriföretag 1962–1970 och verksam som konsult 1971–1974.
Eric Gillner invaldes som ledamot av Kungliga Krigsvetenskapsakademien 1945.
Eric Gillner var son till kanslivaktmästaren Carl Fredrik Gillner och Maria Agrell. Han var bror till Sigrid och Birger Gillner. Eric Gillner gifte sig 1932 med Margareta Hedlund (1908–1994). Makarna är begravna på Norra begravningsplatsen utanför Stockholm.

## Utmärkelser
- Riddare av första klass av Svärdsorden, 1939.[15]
- Riddare av Vasaorden, 1944.[16]
- Kommendör av andra klass av Svärdsorden, 1949.[17]
- Kommendör av första klass av Svärdsorden, 1952.[18]
- Kommendör av andra graden av Danska Dannebrogorden.[19]
- OffTunNI, ChX:sFrM, NFrK, FMCKGM, HvGM, FAKSM och FHMM.[19]